# 新博阿维斯塔
新博阿维斯塔是巴西南大河州的一个市镇。总面积94.24平方公里，总人口2105人，人口密度22.3人/平方公里。